# تا در محله گم نشوی
برای اینکه در محله گم نشوی (به فرانسوی: Pour que tu ne te perdes pas dans le quartier) رمانی است از پاتریک مودیانو که در دوم اکتبر ۲۰۱۴ توسط انتشارات گالیمار منتشر شد.

## خلاصه
داستان روایت زندگی ژان داراگان (Jean Daragane)، نویسنده‌ای است که به دنبال گم کردن دفترچه تلفن‌اش، با ژیل اوتولینی (Gilles Ottolini) که درصدد بازگرداندن دفترچه به او است روبرو می‌شود. در طی دیدار، ژیل از فردی به نام تورستل (Torstel) که نام او را در دفترچه ژان دیده است صحبت به میان می‌آورد. او که مشغول انجام تحقیقی دربارهٔ تورستل است، از ژان می‌خواهد که اطلاعاتی از این فرد در اختیار او قرار دهد اما نویسنده می‌گوید که چیزی به خاطر ندارد. ژیل و همراهش شانتل گریپی (Chantal Grippay) نسخه‌ای از «پرونده» را در اختیار نویسنده قرار می‌دهند. در حین خواندن آن، ژان با اسم آنی استران (Annie Astrand) مواجه می‌شود و این موضوع او را به قعر خاطراتی که تا به حال فراموش کرده بود فرو می‌برد.

## بازی زمان در رمان
سه دوره از زندگی شخصیت اصلی، ژان داراگان، در رمان در هم تنیده می‌شوند:
- کودکی ژان داراگان: او ۷ ساله است. احتمالاً سال ۱۹۵۱ (زمان قتل شخصیت فرعی داستان، کولت لوران) یا ۱۹۵۲ (زمان چاپ کتاب Fabrizio Lupo که دو شخصیت فرعی داستان آن را می‌خوانند). این دوره ممکن است تا زمان انتشار کتاب دوست من درخت اثر مینو دروئه که نویسنده به آن غبطه می‌خورد طول بکشد.
- جوانی ژان داراگان: احتمالاً حوالی سال ۱۹۶۷ است. در این سال ژان داراگان ۲۱ ساله و آنی ۳۶ ساله است.
- «حال» ژان داراگان: سال ۲۰۱۳.